# Préfecture administrative de la région Grand Est et du Bas-Rhin
La préfecture administrative de la région Grand Est et du Bas-Rhin est un bâtiment situé place de la République à Strasbourg, en France. Ne pas confondre la préfecture administrative et l’hôtel de préfecture.

## Historique
Les deux bâtiments de l’édifice sont construits en 1902 et 1911 sur les plans de l’architecte allemand Ludwig Levy, afin de rassembler en un même endroit les services administratifs de l’Alsace-Lorraine alors allemande. L’édifice est partiellement inscrit au titre des monuments historiques le 5 septembre 1996.